# Zona metropolitana de Montevideo

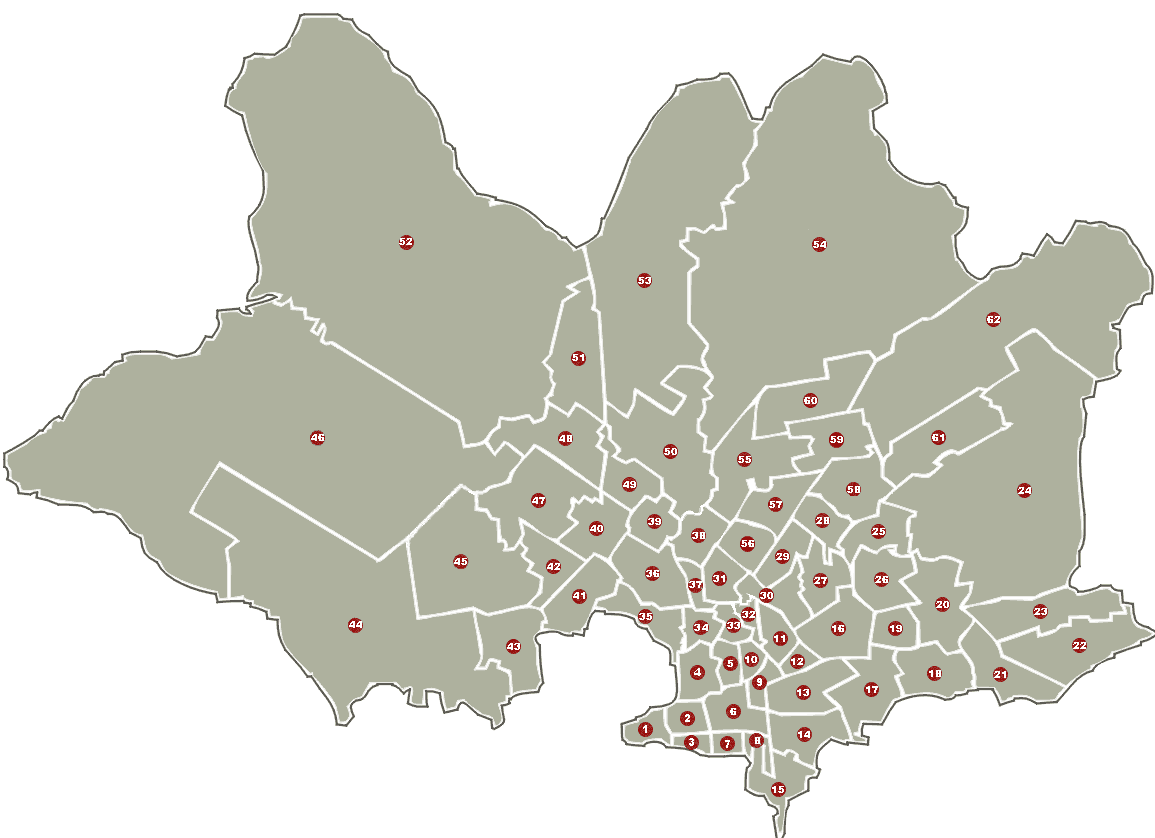
Mapa del departament de Montevideo amb els barris de la ciutat.

La zona (o àrea) metropolitana de Montevideo inclou totes aquelles aglomeracions urbanes que es troben pròximes a Montevideo, capital de l'Uruguai, al qual pertanyen tant el departament de Montevideo com els departaments de Canelones i San José. La seva superfície aproximada és de 2.000 km² (525 km² de Montevideo, i 1.500 km² entre els territoris meridionals dels departaments limítrofs).
Majoritàriament són pobles o petites ciutats que viuen o depenen econòmicament de la major ciutat del país. En aquest sentit, Montevideo té un paper important en l'economia nacional però, d'alguna manera, funciona de motor a la zona meridional per ser un port comercial o per constituir un destacat sector cultural i industrial.
D'una forma més ambigua es parla de la zona metropolitana com la continuació de la ciutat de Montevideo emmarcada a nombrosos emplaçaments que es troben pròxims l'un de l'altre, destacant-se la Ciudad de la Costa cap a l'est, i pobles com Toledo, Progreso o Juanicó, entre d'altres, amb rumb al nord. Ciutats com Pando, Barros Blancos, La Paz o Las Piedras, situades en el marge septentrional de la zona i pertanyents al departament de Canelones, també formen part d'aquesta perifèria urbana.
Des de mitjan dècada de 1990, tota l'àrea en el seu conjunt comparteix el mateix prefix telefònic (02), que abans només corresponia a la capital del país. Això va permetre que qualsevol trucada realitzada entre nombres telefònics de l'àrea metropolitana tingués el cost d'una trucada local. Fins llavors, regien entre aquestes localitats les tarifes per trucades interdepartamentals.
D'altra banda, l'àrea rural de Montevideo, que suposa al voltant d'un 60% de la superfície total del departament homònim, també forma part del sector metropolità. Molts dels seus habitants treballen a la capital i resideixen en predis rurals o ciutats de Canelones.

## Conurbà
Se sol incloure a bona part del departament de San José, a causa que limita amb Montevideo per l'oest i actua com a residència de cents de persones que treballen al districte capital.
Finalment, la població total de la zona metropolitana és d'uns 300.000 habitants, la qual cosa afegit als 1.383.000 de la ciutat de Montevideo, arribaria a una xifra estimativa d'1.700.000 habitants. Si a més es considera la població fluctuant dels balnearis en temporada (considerant la capacitat hotelera de Punta del Este), la conurbació estendida presenta una població de 3 milions de persones durant l'estiu austral (desembre-març).

## Poblacions principals
| Lloc | Població             | Cens. 1985 | Cens. 1996 | Cens. 2004 | Departament |
| ---- | -------------------- | ---------- | ---------- | ---------- | ----------- |
| 1.   | Montevideo           | 1.251.647  | 1.303.182  | 1.269.648  | Montevideo  |
| 2.   | Ciudad de la Costa   | 34.483     | 66.596     | 83.399     | Canelones   |
| 3.   | Las Piedras          | 58.288     | 66.584     | 69.222     | Canelones   |
| 4.   | San José de Mayo     | 31.827     | 34.552     | 36.339     | San José    |
| 5.   | Pando                | 19.797     | 23.384     | 24.004     | Canelones   |
| 6.   | La Paz               | 16.209     | 19.547     | 19.832     | Canelones   |
| 7.   | Canelones            | 17.325     | 19.388     | 19.631     | Canelones   |
| 8.   | Ciudad del Plata     | 9.618      | 14.120     | 17.457     | San José    |
| 9.   | Santa Lucía          | 14.951     | 16.764     | 16.425     | Canelones   |
| 10.  | Progreso             | 11.244     | 14.471     | 15.775     | Canelones   |
| 11.  | Camino Maldonado     | 10.082     | 13.349     | 15.057     | Canelones   |
| 12.  | Paso Carrasco        | 10.278     | 12.174     | 15.028     | Canelones   |
| 13.  | Juan Antonio Artigas | 10.585     | 13.464     | 13.553     | Canelones   |
| ---  | Punta del Este       | -----      | -----      | 8.252      | Maldonado   |